# Totonaci
Totonacii sunt un popor precolumbian care trăiesc în unele regiuni din Mexic.

## Etimologie
Termenul „totonaca” se referă la persoanele care locuiesc în Totonacapan. Unii autori au subliniat faptul că termenul „totonaco” înseamnă „om de pământ cald”.

## Geografia și stilul de viață
În prezent majoritatea totonacilor trăiesc în statul mexican Veracruz. Înainte, ei trăiau și în regiunile de munte și de est ale Mexicului. 

### Locuința
Casele totonacilor erau, în general, făcute din stuf. Ele aveau o formă dreptunghiulară.